# Trang Tử
Trang Tử (chữ Hán: 莊子; 369—286 TCN), có tên là Mông Lại (蒙吏), Mông Trang (蒙莊) hay Mông Tẩu (蒙叟), là một triết gia và tác gia Đạo giáo. Tên thật của ông là Trang Chu (莊周) và tác phẩm của ông sau đều được gọi là Trang Tử.
Ông sống vào thời Chiến Quốc, thời kỳ đỉnh cao của các tư tưởng triết học Trung Hoa với Bách Gia Chư Tử.

## Tiểu sử
Cũng như Lão Tử, tư liệu sớm nhất chép về Trang Tử là ở bộ Sử ký của Tư Mã Thiên. Sử gia Tư Mã Thiên viết về Trang Tử khá vắn tắt: "Trang tử, người đất Mông, tên Chu, làm quan lại ở Vườn Sơn (Tất Viên)" sau đó sống ẩn dật cho đến cuối đời. Nhưng điều chắc chắn là Trang Tử sống cùng thời với Mạnh Tử và Huệ Thi thời Lương Huệ Vương và Tề Tuyên Vương. Đất Mông được xác định nằm trong đất Tống, thuộc tỉnh Hà Nam (Trung Quốc) ngày nay. Trang Tử là một trong những nhà tư tưởng đặc biệt vào loại hạng nhất thời ấy, rất giỏi kể chuyện, có sức tưởng tượng vô cùng phong phú.
Cũng theo Tư Mã Thiên, Trang Tử là tác giả bộ Nam Hoa kinh gồm hơn mười vạn câu (thập dư vạn ngôn) để châm biếm cái học của Khổng Tử và xiển minh học thuật của Lão Tử. Miêu tả tính chất thoát tục của Trang, Sử ký Tư Mã Thiên có đoạn viết:
Uy vương nước Sở nghe nói Trang Chu là bậc hiền tài bèn sai sứ đem vàng lụa đến mời đón hứa cho làm tướng. Trang Chu cười nói với sứ giả rằng:
"Nghìn vàng là lợi to, khanh tướng là ngôi quý đấy. Nhưng ông không thấy con bò lúc tế giao hay sao? Nó được ăn mấy năm, được mặc đồ vóc thêu để đưa vào nhà thái miếu. Lúc bấy giờ, muốn làm con lợn nhỏ có được không? Ông đi ngay cho, đừng làm bẩn đến ta. Ta chỉ chơi đùa trong nơi ngòi vũng để tự vui, không để cho kẻ có nước trói buộc, trọn đời không ra làm quan để thoả chí ta."
(Nguyên văn Hán-Việt: Thiên kim trọng lợi, khanh tướng tôn vị dã. Tử độc bất kiến giao tế chi hỉ ngưu hồ? Dưỡng thực chi sổ tuế, y dĩ văn tú, dĩ nhập Thái miếu. Đương thị chi thời, tuy dục vi cô đồn, khởi hà đắc hồ? Tử cức khứ, vô ô ngã, ngã ninh du hí ô trọc chi trung tự khoái.)
Chí khí của bậc hiền triết Trang Tử cũng giống như căn bản nền tảng tư tưởng Đạo gia: ẩn dật mà khoáng đạt, quay trở về cuộc sống hòa hợp với tự nhiên, không muốn tham dự vào tranh quyền đoạt lợi, xa lánh những hệ lụy cuộc đời. Gần như đối lập với đạo Khổng mang bản thể trần tục, ưa thực tế, trọng thực nghiệm và đặc biệt tôn trọng chủ nghĩa nhân văn, Trang Tử kế tiếp truyền thống tư tưởng của Lão Tử, phát triển thành một hệ phái mà sau này người ta thường gọi một cách vắn tắt là Lão-Trang.
Khác với Lão Tử cuối cùng vì chán ngán xã hội Trung Hoa đương thời đã vượt cửa ải Hàm Cốc, mất tích về phương Tây; với Trang Tử, người đời thường nhắc đến "Trang Chu mộng hồ điệp" như một huyền thoại.

## Nam Hoa chân kinh
Theo Từ điển Thành ngữ Trung Quốc thì Nam Hoa là tên một hòn núi ở Tào Châu thuộc nước Tống thời xưa.
Tương truyền rằng, khi Trang Tử đến ở ẩn nơi chân núi Nam Hoa, ông đem hết tinh hoa của Đạo giáo của Lão Tử viết thành bộ sách, lấy tên núi Nam Hoa mà đặt, gọi là Nam Hoa kinh, đời sau người ta gọi là "sách Trang Tử".
Văn chương trong Nam Hoa kinh rất có tiết tấu, nhiều câu dùng phép biền ngẫu, lời văn luôn luôn bóng bẩy, trôi chảy, ảnh hưởng rất lớn đến các thi nhân đời sau như Kê Khang, Nguyễn Tịch, Sơn Đào,... và ngay cả đời nhà Đường như Lý Bạch, đời nhà Tống như Tô Đông Pha.
Nam Hoa kinh, theo sách Hán thư Nghệ văn chí, gồm 55 thiên, nhưng ngày nay còn được 33 thiên. Cũng theo truyền thuyết là do Quách Tượng san định và sau này sắp xếp đặt tên Thiên Chương. Không ai biết được rằng quá trình sắp xếp, san định ấy đã làm tổn thất 19 chương hay do đã thất lạc từ trước. Câu hỏi này thật khó giải đáp vì bản hiện nay được hoàn chỉnh vào đời nhà Tấn (thế kỷ thứ 3), cách xa Trang đà hơn 500 năm. Các bản dịch Nam Hoa kinh tương đối phổ biến ở Việt Nam hiện nay là của Nhượng Tống, Nguyễn Duy Cần, Nguyễn Hiến Lê và Nguyễn Tôn Nhan. Mỗi dịch giả một văn cách, phiêu diêu có, cao nhã có nhưng cốt yếu thì chỗ nhất quán trong tư tưởng của Trang Chu vẫn được tuyệt chú.
Nam Hoa kinh (hay còn gọi là Nam Hoa chân kinh) gồm ba phần:
- Nội thiên - gồm 7 thiên có tựa đề là: Tiêu dao du, Tề vật luận, Dưỡng sinh chủ, Nhân gian thế, Đức sung phù, Đại tôn sư, Ứng đế vương.
- Ngoại thiên - gồm 15 thiên có tựa đề là: Biền mẫu, Mã đề, Khứ cự, Tại hựu, Thiên địa, Thiên đạo, Thiên vận, Khắc ý, Thiện tính, Thu thủy, Chí lạc, Đạt sinh, Sơn mộc, Điền tử phương, Tri bắc du.
- Tạp thiên - gồm 11 thiên: Canh tang sở, Từ vô quỷ, Tắc dương, Ngoại vật, Ngụ ngôn, Nhượng vương, Đạo chích, Thuyết kiếm, Ngư phủ, Liệt ngự khấu, Thiên hạ.

Cao đài từ điển cho biết (theo nguồn Trang Tử tinh hoa): có 5 nhà làm sách chú thích Nam Hoa kinh, nhưng số thiên của mỗi nhà chú thích lại khác nhau:
1. Bản chú thích của Tư Mã Bưu, 21 quyển, 52 thiên. Nội thiên có 7, Ngoại thiên có 28 và Tạp thiên có 14, Giải thuyết có 3 thiên. Bản chú nầy hiện nay đã thất lạc.
2. Bản chú của Mạnh Thị, 18 quyển 52 thiên. Bản nầy cũng bị thất lạc.
3. Bản chú của Thôi Soạn, 10 quyển 27 thiên. Nội thiên có 7, Ngoại thiên có 20. Quyển sách nầy cũng đã mất.
4. Bản chú của Hướng Tú, 20 quyển 26 thiên, không có Tạp thiên. Bản nầy cũng đã mất.
5. Bản chú của Quách Tượng, 33 quyển 33 thiên. Nội thiên có 7, Ngoại thiên có 15, Tạp thiên có 11. Bản nầy hiện còn nhưng sửa lại còn 10 quyển.

Về sau có Tiêu Hoằng làm ra pho sách Trang Tử Dực, gom góp các lời chú giải của những người trước, từ Quách Tượng trở đi, có lối 22 người. Có thể nói đây là một pho tạp chú rộng rãi và đầy đủ, rồi phần sau lại có phụ thêm phần Trang Tử Khuyết Ngộ, gom góp những chỗ sai biệt từ cuốn Nam Hoa Kinh Giải của Lục Cảnh Ngưu đời Tống đến các tài liệu trong Sử Ký, sách Trang Tử Luận của Nguyễn Tịch, Vương An Thạch, sách Trang Tử Từ Đường Ký của Tô Đông Pha,... Tóm lại, hầu hết các sách của các học giả nghiên cứu về Trang Tử đều được Tiêu Hoằng đọc và trích lục đầy đủ.
Căn cứ vào văn mạch của Trang Tử, chỉ có phần Nội thiên là biểu thị được cái chỗ trọng yếu của học thuyết của Trang Tử; còn Ngoại thiên và Tạp thiên thì rất rời rạc, chỉ bàn đi bàn lại những tư tưởng đã phô diễn trong Nội thiên mà thôi. Riêng Tạp thiên bị xem là văn phong bác tạp không thuần nhất, thậm chí có nhiều chương bị coi là vụng về thô thiển như chương Đạo chích, Ngư phủ, tư tưởng tạp loạn, chê bai Khổng Tử một cách vụng về.

## Tư tưởng triết học
Kế thừa truyền thống của triết học cổ Trung Quốc, nguyên tắc trình bày quan điểm triết học của Trang Tử là "có lời vì ý, được ý quên lời". Vì vậy, tư tưởng triết học của ông được biểu hiện một cách đơn sơ lại huyền hoặc, nửa sáng, nửa tối, cảm nhận được nhưng không thể diễn đạt bằng lời mà phải bằng chiêm nghiệm thực tế. "Nó giống như một bức tranh mộc mạc, đường nét đơn sơ, nhưng lại chứa đựng tất cả vì tất cả đang biến động, biến hóa như rồng uốn lượn, cuộn mình tan lẫn trong mây". Trang Tử - mặc dù rất có công trong việc mài dũa viên ngọc "đạo" của Lão Tử nhưng hết sức đề cao sự thực hành bằng chính bản thân cuộc sống theo "đạo" (nguồn sống, đạo sống) hơn là việc suy ngẫm những triết lý thâm trầm về đạo. Sự gợi mở trong cách cảm nhận về học thuyết của mình khiến cho Nam hoa chân kinh giữ được khoảng trống sáng tạo cho nhiều thế hệ độc giả. Có thể hiểu một cách khái lược tư tưởng triết học của Trang Tử như sau:
- Vô danh. Tử viết: "Đạo chẳng thể nghe được, nghe được không phải là nó. Đạo chẳng thể thấy được, thấy được không phải là nó. Làm sao lấy trí mà hiểu được cái hình dung của cái không hình dung được? Vậy không nên đặt tên cho đạo" (Tri bắc du). Khác với học thuyết Chính danh và đường lối hữu vi của Khổng Tử, ông cho rằng đạo không thể diễn đạt bằng lời, "Duy Kỳ vì ham mê, muốn tỏ rõ nó nên suốt đời mờ tối" (Tề vật luận) còn "phần tinh túy của chí đạo thì mờ mịt, huyền ảo. Chỗ rất mực của đạo thì lặng hẳn, tối ráo" (Tại hựu).
- Vô thường. Trạng thái vận động, không ngừng biến đổi của vũ trụ và vạn vật chính là "sự sống" của đạo. Thiên hạ có đoạn viết rất hay về nội dung cốt lõi trong tư tưởng này của ông khi đem so sánh đạo với con rồng uốn lượn, luôn luôn biến đổi: "Thoắt lặng không hình, biến hóa không thường, chết chăng, sống chăng? Muôn vật la liệt, không có gì đáng là nơi để ta về". Đây cũng là chỗ khác biệt giữa Lão và Trang. Trong Đạo đức kinh của Lão Tử luôn luôn thể hiện các mặt đối lập trong đạo: âm-dương, cương-nhu, sống-chết..., với Trang Tử, tất cả chỉ có một - trong sự biến hóa không ngưng nghỉ.

Đông Quách Tử hỏi Trang Tử:
- "Đạo ở đâu?"
-Không chỗ nào không có.
"Xin chỉ ra mới được?"
-Trong con kiến. Trong cọng cỏ. Trong miếng sành vỡ.... Lời của ông chẳng đi đến đâu cả. Đừng chỉ hẳn vào vật nào có nó (đạo), vì không có vật nào là không có nó. Đạo lớn là thế. (Tri bắc du)
- Đức: Giống như đức của Mặt Trời là sáng và nóng, đức của nước là lạnh và tuôn chảy, của gió là mát và dịch chuyển, đức của con người cũng là một trạng thái tự nhiên không ràng buộc với bất kỳ mối quan hệ xã hội nào. "Đức của người thọ ở nơi đất trời, hãy biết gìn giữ nó tột cùng, đừng làm hư hại nó" (Dưỡng sinh chủ). Vì đức tự nhiên như "bò ngựa bốn chân thì thuộc về trời, còn thòng cổ ngựa, xâu cổ bò là thuộc về người" nên đức có đời sống độc lập, vận động theo lẽ lớn của tạo hóa và đạo.
- Vô vi: Từ các quan điểm triết học nêu trên, tư tưởng nhân sinh căn bản trong Nam hoa kinh của Trang Tử là vô vi - mẫu mực sống của các bậc thánh nhân - đứng ở chỗ khôn lường mà chơi ở miền không có. Vô vi hành động theo lẽ tự nhiên nhi nhiên, vô tư, hồn nhiên như trẻ thơ "giữ tâm điềm đạm, khí điềm tĩnh, thuận theo tự nhiên mà không theo ý riêng của mình" (Ứng đế vương). Cũng giống như Vô vi của Lão Tử là "vô vi nhi vô bất vi" nhưng mới hơn ở Trang Tử là không thái quá và biết phá bỏ những gì cản trở cho sự phát triển tự nhiên của vạn vật, làm cho mọi vật đều được tự do, bình đẳng sống theo đúng bản tính, sở thích tự nhiên của nó.

## Tiêu dao du cùng Trang Tử
Tiêu dao (tiêu diêu) là tự do tự tại, du là ngao du. Tiêu dao du có nghĩa là ngao du, rong chơi tự do tự tại. Những câu chuyện trong Tiêu dao du vận dụng tối đa nghệ thuật tưởng tượng, hư cấu vào ý thức sáng tác, kết hợp với cơ sở sự thật. Biệt tài kể chuyện ngụ ngôn của Trang Tử khiến ông không những xứng đáng là một triết gia mà còn là một tác gia văn học với hàng ngàn tỉ dụ trong văn chương. Vì thế, ông còn được xem là ông tổ của phái văn học u mặc trào lộng của nước Tàu từ xưa đến nay. Văn trong Nam hoa kinh toàn dùng lối nghịch thuyết, tức là lối nói nghịch để bổ túc những chân lý phiến diện của người đời. Bởi vậy, văn chương trong Nam Hoa chân kinh rất ngang dọc, phóng túng, khi nói xuôi, khi nói ngược, nói Đông để đả kích phía Tây, nói phải để tỏ thêm cái quấy, nói quấy để bổ túc cho cái phải.
Thiên thứ nhất của Nam Hoa kinh, Tiêu dao du kể rằng: "Biển bắc có con cá tên là Côn, lớn không biết mấy ngàn dặm. Nó biến thành con chim tên là Bằng, lưng của con chim Bằng lớn cũng không biết mấy ngàn dặm. Khi con chim Bằng ấy vỗ cánh bay lên cao, hai cánh nó lớn như đám mây che cả bầu trời. Loài chim ấy, khi biển động, sóng lớn gầm gào, nó liền chuyển về biển nam. Chỗ biển nam ấy là một cái ao vĩ đại do thiên nhiên tạo thành".
"Một con ve và một con chim nhỏ cười chim Bằng rằng: 'Ta cố sức bay lên cây du, có lúc bay không tới nơi đã rơi xuống cũng chẳng sao, việc gì cần phải bay cao chín vạn dặm đến biển Nam làm gì?'. Người đi đến cánh đồng ngoài chân thành, chỉ cần chuẩn bị ba bữa cơm là đủ quay về, bụng vẫn còn no, còn nếu muốn đi xa nơi trăm dặm thì cần chuẩn bị lương thực một ngày, nếu muốn đi xa ngàn dặm, cần chuẩn bị lương thực ba tháng. Hai con vật nhỏ bé ấy mà biết cái gì?"
... Đem loài chim Bằng so với loài côn trùng bé nhỏ (con Côn); chỗ này tư tưởng Trang gặp điểm "bất nhị" của Phật học. Chim Bằng lớn có thú vui lưng chở trời xanh, chim Côn nhỏ có niềm hân hoan chưa bay cao mà đã rơi xuống, suy cho cùng, lớn-nhỏ chỉ là cái bên ngoài, còn tự tại thung dung thì không tách bạch.
Tiêu dao du, ngay từ những dòng đầu đã tỏ cái chí "du tử" của tác giả. Khác với chỗ đắc đạo của Lão Tử "rụt rè như mùa đông lội qua sông, nghỉ ngơi như sợ láng giềng bốn bên, nghiêm chỉnh như một người khách", chỗ phóng nhiệm của Trang Tử bày biện khoáng đạt, rộng rãi như con chim Bằng bay qua biển Nam... Học thuyết của Trang Tử trong Nam Hoa chân kinh, vì thế trở nên vô cùng sinh động, kiến chiếu dưới nhãn quan của một hành giả đắc đạo "không hành, tuyệt đích".

## Những lời bình về Trang Tử
Sống trong thời kỳ lịch sử có nhiều biến động dữ dội, Trang Tử được coi là nhà tư tưởng lớn về đạo học trong triết học cổ Trung Quốc. Một người "thà chịu kéo lê cái đuôi trong bùn" để giữ nhân cách và bản lĩnh, tâm hồn thanh sạch của mình giữa vô vàn tạp loạn xã hội. Cuộc đời của Trang Tử gắn liền với giấc mơ bướm huyền thoại, gắn với vô số những trùng ngôn, ngụ ngôn sinh động, hấp dẫn. Các học giả khi nghiên cứu về Trang Tử đều cho rằng "khó có thể hiểu và trình bày đầy đủ, hệ thống triết học của ông".
Tư Mã Thiên viết: "Sách ông viết có hơn mười vạn chữ, đại để đều là ngụ ngôn. Văn ông viết khéo, lời lẽ thứ lớp, chỉ việt tả tài tình để bài bác bọn Nho-Mặc. Đương thời những bậc túc học cũng không sao cãi để gỡ lấy mình cho nổi. Lời văn phóng túng mênh mông, cầu lấy sự ý thích của mình mà thôi. Cho nên các bậc vương công không ai biết nổi ông là người thế nào" Thanh Hán đời Tống lại cho rằng: "Cần lấy Trang Tử mà giải Trang Tử, tuyệt không tin vào ai, mà dưới cũng không bắt ai theo Trang Tử". Đời Thanh, Lâm Tây Trọng quan niệm: "Cần lấy Trang Tử để giải thích Trang Tử, nhưng phải hiểu được cả sở trường Nho-Phật-Đạo mới nên đọc sách này"
Về Trang Tử, nhìn từ góc độ triết học, tư tưởng học hay văn học đều thấy được sự phong phú nổi trội trong cách thức biểu hiện: một Đạo gia "phóng nhiệm", "tài tử", "ngông" và đầy sáng tạo.

## Khái niệm chủ yếu
1. "Không cốc túc âm" (Lũng rỗng, tiếng chân) - Trang Tử viết trong chương Từ Vô Quỷ (徐無鬼): Phu đào hư không giả... văn nhân túc âm cung nhiên nhi hỉ hỹ (夫逃虛空者...聞人足音跫然而喜矣), nghĩa là "Phàm người chạy trốn vào chỗ trống không, nghe có tiếng chân người đi thì tất vui vậy".
2. "Minh kính chỉ thủy" - Trang Tử viết trong chương Đức Sung Phù (德充符): Bồ đề bản vô thụ, minh kính diệc phi đài, Nhân mạc giám ư lưu thủy, nhi giám ư chỉ thủy (菩提本無樹、明鏡亦非臺...人莫鑑於流水、而鑑於止水), có nghĩa là "Bồ đề vốn không phải là cây, gương sáng cũng không phải là đài. Người chẳng soi ở nước chảy, mà soi ở nước dừng".

### Về tác giả
1. "Truyện Trang Tử" trong Sử ký Tư Mã Thiên, Nhữ Thành dịch, Hà Nội: Nhà xuất bản Văn học, 1988

### Các bản dịch tác phẩm
1. Trang Tử, Nam Hoa Kinh, tựa, tổng luận và lời giải của Lâm Tây Trọng, bản dịch và lời bàn của Nhượng Tống, Hà Nội: Nhà xuất bản Tân Việt, 1944; tái bản: Hà Nội: Nhà xuất bản Văn học & Trung tâm Văn hóa Ngôn ngữ Đông Tây, 2001.
2. Trang tử, Nam Hoa Kinh, Thu Giang Nguyễn Duy Cần dịch và bình chú, Sài Gòn: Nhà sách Khai Trí xb, 1963; tái bản, Nhà xuất bản Hà Nội, 1992.
3. Trang tử và Nam Hoa Kinh, Nguyễn Hiến Lê giới thiệu và chú dịch, Hà Nội: Nhà xuất bản Văn hóa Thông tin, 1994.
4. Trang Tử, Nam Hoa Kinh, Nguyễn Tôn Nhan dịch, 1999.

### Về triết học của Trang tử
1. Thu Giang Nguyễn Duy Cần, Trang Tử tinh hoa, 1956, in lần thứ 2, 1963.
2. Phùng Hữu Lan, Đại cương triết học sử Trung Quốc, Chương X: "Giai đoạn thứ ba của Đạo gia: Trang tử". Nguyễn Văn Dương dịch, Sài Gòn: Ban Tu thư Viện Đại học Vạn Hạnh, 1968; tái bản: Hà Nội: Nhà xuất bản Thanh Niên, 1999
3. Đại cương lịch sử triết học Trung Quốc, Hà Nội: Nhà xuất bản Chính trị Quốc gia, 2004